# Martin Švagerko
Martin Švagerko (* 2. Oktober 1967 in Banská Bystrica) ist ein ehemaliger slowakischer Skispringer, der zwischen 1983 und 1994 an internationalen Wettkämpfen teilnahm.
1984 wurde er in Trondheim Juniorenweltmeister. 1986 konnte er in Chamonix seinen einzigen Sieg bei einem Einzelweltcup feiern. Bei der Nordischen Skiweltmeisterschaft 1989 in Lahti gewann er mit der tschechoslowakischen Mannschaft Bronze von der Normalschanze. Obwohl Tschechen und Slowaken seit dem Vierschanzentourneespringen am 30. Dezember 1992 getrennt voneinander antraten, gewann er bei der Nordischen Skiweltmeisterschaft 1993 in Falun mit einer gemeinsamen tschechischen und slowakischen Mannschaft die Silbermedaille.
Švagerko nahm zweimal an Olympischen Spielen teil. 1984 belegte er auf der Normalschanze den 42. Rang. Zehn Jahre später war er 25. auf der Normalschanze und 28. auf der Großschanze.
Švagerko gehört heute dem Vorstandsmitglied des slowakischen Skiverbandes Slovenský lyžiarsky zväz an. Er ist der bisher international erfolgreichste Skispringer der Slowakei.

## Weltcupsiege im Einzel
| Nr. | Datum             | Ort      | Typ           |
| --- | ----------------- | -------- | ------------- |
| 1.  | 21. Dezember 1986 | Chamonix | Normalschanze |